# 柳川一件
柳川一件（やながわいっけん）は、江戸時代初期に対馬藩主・宗義成と家老・柳川調興が日本と李氏朝鮮の間で交わされた国書の偽造を巡って対立した事件。

## 事件の経緯
16世紀末、日本の豊臣政権による朝鮮出兵（文禄・慶長の役）が行われ、日朝、日明関係が断絶した。戦後、日本で徳川家康による江戸幕府が成立すると、徳川氏は李氏朝鮮、明との国交正常化交渉を開始する。日本と朝鮮の中間に位置する対馬藩は地理的条件から経済を朝鮮との交易に依存していた背景もあり、朝鮮との国交回復のため、朝鮮出兵の際に連れて来られた捕虜の送還をはじめ日朝交渉を仲介した。
朝鮮側から朝鮮出兵の際に王陵を荒らした犯人を差し出すように要求されたため、対馬藩は藩内の（朝鮮出兵とは全く無関係の）罪人の喉を水銀で潰して声を発せられなくした上で犯人として差し出した。このような対馬藩のなりふり構わぬ工作活動の結果、朝鮮側は（満州の女真族（後金）の勢力拡大で北方防備の必要もあったため）交渉に宥和的となった。1605年、朝鮮側が徳川政権から先に国書を送るように要求してきたのに対し、対馬藩は国書の偽造を行い朝鮮へ提出した。書式から偽書の疑いが生じたものの朝鮮は「回答使」（対馬藩は幕府に「通信使」と偽った）を派遣した。使節は江戸城で2代将軍・秀忠、駿府で大御所の家康と謁見した。対馬藩は回答使の返書も改竄し、1617年、1624年と三次に渡る交渉でもそれぞれ国書の偽造、改竄を行い、1609年には貿易協定である己酉約条を締結させた。
対馬藩の家老であった柳川調興は主家（宗義成）から独立して旗本への昇格を狙っており、藩主である宗義成と対立した。そのため、対馬藩の国書改竄の事実を、幕府に対して訴え出た。

## 大名・幕閣の動向
当時、戦国時代の下克上の風潮が残存していた。柳川は、家康の覚えも良く、幕閣有力者からの支持もあり、「幕府も日朝貿易の実権を直接握りたいであろう」との推測から、勝算があると考えていた。一方、仙台藩主・伊達政宗など、宗義成を支持する大名もおり、彼らは、下剋上が横行する戦国時代が完全に終ったことを印象付けるために、この事件を利用する方向で動いた。

## 家光の判断
1635年4月27日（寛永12年3月11日）、3代将軍・家光の目の前で、宗義成、柳川調興の直接の口頭弁論が行われた。江戸にいる1,000石以上の旗本と大名が総登城し、江戸城大広間で対決の様子が公開された。結果、幕府としては従前同様に日朝貿易は対馬藩に委ねたほうが得策と判断し、宗義成は無罪、柳川調興は津軽に流罪とされた。また、以酊庵の庵主であった規伯玄方も国書改竄に関わったとして南部に流された。
宗義成は対朝鮮外交における権限を回復することができたが、当時の外交に不可欠であった漢文知識が不足しており、また朝鮮側との人脈を有していた柳川調興や規伯玄方のノウハウを失った事で、対朝鮮外交を完全に停滞させてしまった。そのため、義成は幕府に援助を求めた。そこで、幕府は京都五山の僧の中から漢文に通じた優秀者（五山碩学）を朝鮮修文職に任じて対馬の以酊庵に輪番制によって派遣して外交文書作成や使節の応接、貿易の監視などを扱わせた。その結果、日朝貿易は以前と同じく対馬藩に委ねられたものの、幕府の厳しい管理下に置かれた。幕府は国書に記す将軍の外交称号を「日本国王」から「日本国大君」に改めることとなる。

## 関連作品
- 鈴木輝一郎『国書偽造』〈新潮文庫〉1996年。